# James Henry Reynolds

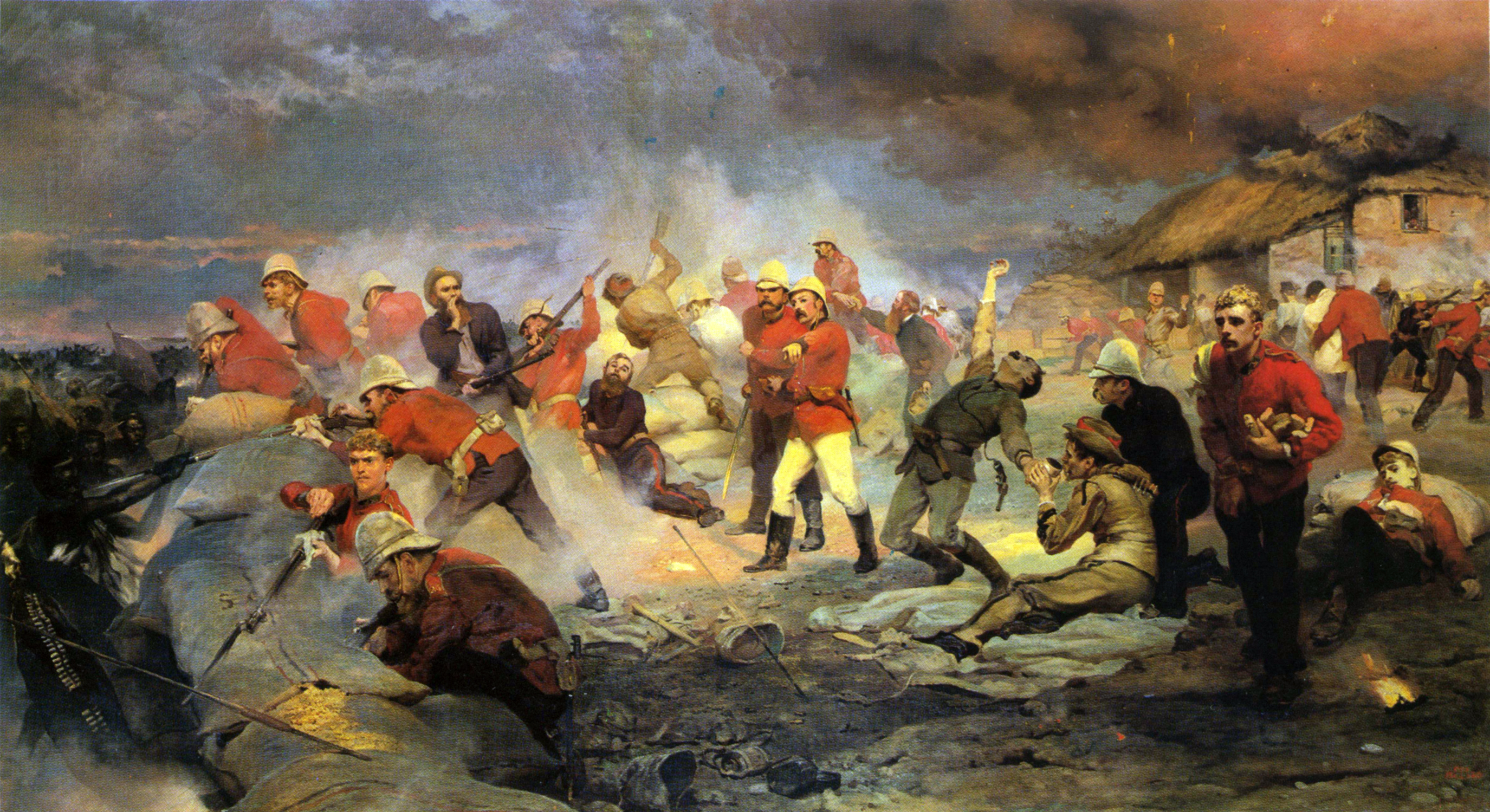
Gemälde der Schlacht um Rorke’s Drift von Elizabeth Butler

James Henry Reynolds VC (* 3. Februar 1844 in Kingstown; † 4. März 1932 in London) war ein britischer Offizier und Träger des Victoria-Kreuzes.

## Leben
James Henry Reynolds, geboren in Irland, besuchte dort das Castleknock College und das Trinity College, Dublin.
Mit 34 Jahren nahm er als Militärarzt der britischen Armee am 22./23. Januar 1879 an der Rorke’s Drift in Natal, Südafrika teil. Für die tapfere Behandlung der Verwundeten und der Munitionsversorgung der Verteidiger des Hospitals im gegnerischen Kreuzfeuer erhielt er das Victoria-Kreuz und wurde am 23. Januar 1879 zum Majorarzt befördert.

## Dick
An seiner Seite war die ganze Zeit sein Foxterrier Dick, der ihn trotz Schüssen nur einmal verließ, um einen Zuluangreifer zu beißen. Dick wurde im Militärbericht gesondert erwähnt.

## Der Orden
Sein Victoria-Kreuz wird im Army Medical Services Museum ausgestellt.

## Film
Die Ereignisse während der Kämpfe um Rorke’s Drift wurden 1964 im Film Zulu mit Michael Caine verfilmt.